# Монастырка (Красноярский край)
Монастырка — деревня Бирилюсском районе Красноярского края России. Входит в состав Зачулымского сельсовета. Находится на правом берегу реки Тюхтет (приток Чулыма), примерно в 14 км к юго-западу от районного центра, села Новобирилюссы, на высоте 200 метров над уровнем моря.

## Население
| 2010 |
| ---- |
| 34   |

Гендерный состав
По данным Всероссийской переписи населения 2010 года 16 мужчин и 18 женщин из 34 чел.

## Улицы
Уличная сеть деревни состоит из 2 улиц (ул. Зелёная и ул. Садовая).